# Thelymitra merraniae
Thelymitra merraniae är en orkidéart som beskrevs av William Henry Nicholls. Thelymitra merraniae ingår i släktet Thelymitra och familjen orkidéer. Inga underarter finns listade i Catalogue of Life.